# 藤原並藤
藤原 並藤（ふじわら の なみふじ）は、平安時代初期の貴族・陰陽家。藤原京家、参議・藤原浜成の曾孫。豊前介・藤原石雄の子。官位は正五位下・陰陽頭。

## 経歴
初め丹波権掾に任官し、天長2年（825年）陰陽助を経て、天長6年（829年）従五位下に叙爵。その後、天長7年（830年）筑後守、天長9年（832年）陰陽頭、承和4年（837年）和泉守、承和7年（840年）陰陽頭に還任、承和14年（847年）には加賀守を兼任するなど、淳和朝から仁明朝にかけて陰陽寮官人および地方官を務めた。仁明朝末の嘉祥3年（850年）には21年ぶりに昇進し従五位上に叙せられている。
仁寿3年（853年）5月13日に正五位下に昇叙されるが、同日卒去。享年62。

## 人物
陰陽道や暦道に優れ、天文道にも通じていた。若くして才学に優れたが、年齢を重ねるに従い衰えていったという。

## 官歴
『六国史』による。
- 時期不詳：丹波権掾
- 天長2年（825年） 日付不詳：陰陽助
- 時期不詳：正六位上
- 天長6年（829年） 正月：従五位下
- 天長7年（830年） 日付不詳：筑後守
- 天長9年（832年） 2月：陰陽頭
- 承和4年（837年） 日付不詳：和泉守
- 承和7年（840年） 7月22日：陰陽頭
- 承和14年（847年） 正月12日：兼加賀守
- 嘉祥3年（850年） 正月7日：従五位上
- 嘉祥4年（851年） 4月1日：次侍従
- 仁寿3年（853年） 5月13日：正五位下、卒去

## 系譜
『尊卑分脈』による。
- 父：藤原石雄[1][2]
- 母：中臣国珍の娘
- 妻：不詳
  - 男子：藤原豊並 - または藤原石雄の子